# Закон України «Про Голодомор 1932—1933 років в Україні»
Закон України «Про Голодомор 1932—1933 років в Україні» — чинний Закон України, ухвалений Верховною Радою України 28 листопада 2006 року, що офіційно визнає Голодомор 1932—1933 років актом геноциду українського народу.

## Прийняття Закону

### Внесення на розгляд
Законопроєкт «Про Голодомор 1932—1933 років в Україні» вніс у Раду Президент України Віктор Ющенко.
Внесені Головою Верховної Ради України Олександром Морозом поправки змінили преамбулу закону, додавши до неї висловлення співчуття іншим народам, постраждалим внаслідок Голодомору. Окрім того, Мороз запропонував замінити у всьому тексті проєкту слово «нація» на слово «народ» та вилучити доручення від імені Кабінету міністрів Інституту національної пам'яті, щоб не допустити втручання в повноваження уряду.
Депутати відмовилися внести в проєкт змінене формулювання терміну «геноцид», пояснюючи це тим, що Україна раніше приєдналася до міжнародних конвенцій, що визначили цей термін і зараз не може самовільно змінювати його.

### Представлення
Проєкт закону «Про Голодомор 1932—1933 років в Україні», внесений на розгляд Верховної Ради Президентом України, представив виконувач обов'язків Голови Українського інституту національної пам'яті Ігор Юхновський. Він зазначив, що згідно з поданими незаперечними доказами українських істориків, Голодомор в Україні було навмисно організовано сталінським режимом. На основі цих доказів події останніх місяців 1932 року та першої половини 1933-го слід трактувати геноцидом. І. Юхновський навів одне з визначень геноциду, дане у статті II Міжнародної конвенції ООН 1948 року.

| Геноцидом вважається таке діяння, яке вчиняється з наміром знищення повністю або частково якої-небудь національної етнічної, расової чи релігійної групи як такої, а саме навмисне створення для якої-небудь групи таких життєвих умов, що розраховані на повне чи часткове фізичне її знищення. |
Доповідач докладно поінформував народних депутатів про те, як це робилося в Україні, навів численні факти, які свідчать, що загальнолюдські втрати України, згідно з даними переписів 1926 і 1939 років, становили щонайменше 8 мільйонів осіб. Населення УРСР 1926 року становило 31 мільйон осіб, 1939-го — 28 мільйонів осіб. Середній приріст населення СРСР протягом 12 років становив 12 відсотків. Таким чином, якби приріст населення УРСР був би таким же, як в СРСР загалом, то населення УРСР мало би становити 36 мільйонів осіб.
Ігор Юхновський наголосив:

| Всьому народу нанесена страшна незаживаюча рана, подавлена гідність людини, здеформовано генетику нації. Тридцять відсотків українців цурається своєї рідної мови. Тільки вкрай здеформовані люди можуть таке забути. Ці жертви вимагають від нас акту визнання і покаяння. Це справа нашої честі і честі усього українського народу. |
Доповідач ознайомив з основними тезами законопроєкту. Президент України пропонує визнати Голодомор 1932-33 років геноцидом проти української нації. Проєктом пропонується заборонити публічне заперечення факту Голодомору 1932-33 року геноцидом. Органи влади зобов'язані достойно поховати рештки померлих, а тими людьми, що залишились, опікуватись. Інститут національної пам'яті як центральний орган виконавчої влади покликаний до реалізації державної політики у сфері відновлення та збереження національної пам'яті народу.
Проєктом пропонується також виділити кошти для спорудження меморіалу жертв Голодомору та визначити адміністративне покарання за публічне заперечення геноциду.
«Закон слід прийняти повністю. Очистимося від того страшного тягарю минулого, знімемо гріх покаянням і мир нам усім», — закінчив І. Юхновський.

### Обговорення
Спочатку народні депутати відклали розгляд цього президентського законопроєкту. Водночас депутатами від Партії регіонів (Забарський В. В., Колесніченко В. В., Муц О. П) до Верховної Ради було внесено альтернативний законопроєкт про Голодомор 1932—33 років. Заступник керівника фракції Партії регіонів Євген Кушнарьов сказав, що в їхньому законопроєкті, як і в президентському, також говориться про факт Голодомору і Голодомор розцінюється як трагедія.
Перед початком засідання Верховної Ради в день голосування біля входу в парламент вишикувалися активісти деяких партій, що входили до блоку «Наша Україна». Вони вручали депутатам пшеничні колоски, перев'язані чорною стрічкою, — нагадування про голод 1932—33 років. З ініціативою обговорення питання про Голодомор, якого не було на порядку денному засідання попереднього дня, виступив депутат від «Руху» Ігор Юхновський. Однак перша спроба включити питання про Голодомор до порядку денного Ради закінчилася невдало — за цю пропозицію проголосували 222 з 432 депутатів при необхідному мінімумі в 226 голосів. Проти виступили фракції Партії регіонів і |комуністів.
Ситуацію, що склалася, вдалося переломити спікеру парламенту Олександрові Морозу. Голова ВР нагадав депутатам, що Президент Ющенко назвав законопроєкт «Про голодомор 1932—1933 років в Україні» невідкладним. Мороз запропонував депутатам проголосувати повторно.
Дискусія точилася гостра й на підвищених тонах. «Будь-які спроби уникнути відновлення історичної справедливості є глузуванням над пам'яттю мільйонів співвітчизників, які були замучені під час найбільшого в історії людства спланованого народовбивства», — обурювався з приводу спроб замовчати питання про Голодомор депутат від «Нашої України» В'ячеслав Коваль. «Метою голодомору було знищення стрижня нації», — підтримав його представник Блоку Юлії Тимошенко Олександр Турчинов. Пан Турчинов висловив думку про те, що голосування з цього питання стане для політичних сил «випробуванням на громадянство, зрілість і мужність».
Проте супротивники президентського законопроєкту були налаштовані не менш рішуче. Депутат-комуніст Петро Цибенко став розмірковувати про те, що ініціатори обговорення не мають «морального права засуджувати своїх попередників» і намагаються «відвернути увагу від справжніх своїх злочинів». Пан Цибенко також нагадав, що голод був не тільки в Україні, але й у Поволжі, і на Кубані, і в деяких європейських країнах. «Тоді виникає питання, хто там у тих країнах організовував голодомор», — сказав депутат-комуніст. «Залишки „помаранчевої“ команди переходять у наступ, а президент шантажує суспільство, направляючи зусилля на його розкол», — резюмував Петро Цибенко.
Проте в ході повторного голосування за включення до порядку денного питання про Голодомор проголосували 227 депутатів. Домогтися мінімальної переваги над противниками обговорення вдалося завдяки голосам соціалістів, які відгукнулися на заклик свого лідера Олександра Мороза. Проте, крім президентського законопроєкту, на розгляд Раді було запропоновано законопроєкт Партії регіонів. Принциповою відмінністю альтернативного законопроєкту стала відсутність у ньому поняття «геноцид», що було замінено на «трагедію». Крім того, у законопроєкті Партії регіонів було відсутнє положення про адміністративне покарання за заперечення Голодомору в Україні.
Після перерви, у ході вечірнього засідання 28 листопада Рада продовжила обговорення.

## Голосування
Голосування щодо проєктів закону відбулося на вечірньому засіданні 28 листопада 2006 року. Проєкти ставилися на голосування у порядку внесення до Верховної Ради.
Проєкт закону№ 2470, внесений Президентом, набрав 198 голосів при необхідних 226.
Законопроєкт депутатів від Партії регіонів № 2470-1 про визнання Голодомору актом масового знищення людей — 193, при необхідних 226.
За прийняття в цілому закону «Про Голодомор 1932—1933 років в Україні» з поправками (№ 2470-д), внесеними головою парламенту Олександром Морозом і погодженими з автором проєкту, Президентом Віктором Ющенком, проголосували 233 депутати при необхідних 226.

### Результати голосування

#### Пофракційно
| Фракція              | Усього депутатів | За  | Проти | Утримались | Не голосували | Відсутні |
| -------------------- | ---------------- | --- | ----- | ---------- | ------------- | -------- |
| Партія регіонів      | 186              | 2   | 0     | 0          | 173           | 11       |
| Блок Юлії Тимошенко  | 125              | 118 | 0     | 1          | 3             | 3        |
| Наша Україна         | 81               | 79  | 0     | 0          | 2             | 0        |
| Соціалістична партія | 31               | 30  | 0     | 0          | 0             | 1        |
| Комуністична партія  | 21               | 0   | 1     | 0          | 20            | 0        |
| Позафракційні        | 6                | 4   | 0     | 0          | 2             | 0        |

З фракції Партії регіонів за прийняття Закону проголосували лише Тарас Чорновіл та Ганна Герман.

## Відповідальність за порушення
Незважаючи на те, що заперечення Голодомору 1932—1933 років в Україні є протиправним, нині не існує механізму, який би дієво дозволяв давати відсіч нарузі над гідністю Українського народу.
28 березня 2007 Президент України Віктор Ющенко подав до Верховної Ради законопроєкт «Про внесення змін до Кримінального та Кримінально-процесуального кодексів України» щодо встановлення кримінальної відповідальності за заперечення Голодомору 1932—1933 років в Україні як геноциду Українського народу та Голокосту як факту геноциду єврейського народу, а також щодо забезпечення належного вшанування жертв і постраждалих від Голодомору та Голокосту. Проєкт розроблено відповідно до статті 2 Закону.
На переговорах представники Ющенка і Януковича під час формальних консультацій щодо розв'язання політичної кризи 2007 року озвучили, одним з пунктів пакету політичного компромісу Ющенка ухвалення закону про кримінальну відповідальність за заперечення Голодомору і Голокосту.

## Реакція політиків
Вже наступного після прийняття закону дня, у четвер, 30 листопада 2006 року, фракція КПУ закликала голову Верховної Ради Олександра Мороза відкликати закон про Голодомор 1932—1933 років. Про це заявив на засіданні парламенту лідер фракції КПУ Петро Симоненко. На його думку, було порушено право фракції КПУ внести зміни до відповідного законопроєкту, коли він ухвалювався у парламенті.
За словами лідера комуністів, Олександр Мороз має «відкликати цей закон, тому що Ви не праві, Ви порушили регламент». Він порекомендував фракції КПУ внести зміни до прийнятого закону. За словами Симоненка, комуністи виступають за скасування норми про відповідальність за заперечення Голодомору 1932—1933 років. За його словами, це означає, що люди не матимуть змоги вивчати архіви, проводити наукові конференції та обговорювати проблеми з колегами щодо цих подій.
У свою чергу Мороз наголосив, що порушення Регламенту ВР не було, а в законі йдеться про те, що Кабінет Міністрів має запропонувати законодавчі акти щодо відповідальності за заперечення Голодомору.

## Закон України (текст)
| ЗАКОН УКРАЇНИ № 376–V Про Голодомор 1932–1933 років в Україні Верховна Рада України постановляє: вшановуючи пам'ять мільйонів співвітчизників, які стали жертвами Голодомору 1932–1933 років в Україні та його наслідків; шануючи всіх громадян, які пережили цю страшну трагедію в історії Українського народу; усвідомлюючи моральний обов'язок перед минулими та наступними поколіннями українців і визнаючи необхідність відновлення історичної справедливості, утвердження в суспільстві нетерпимості до будь-яких проявів насильства; відзначаючи, що трагедія Голодомору 1932–1933 років в Україні офіційно заперечувалася владою СРСР протягом багатьох десятиріч; засуджуючи злочинні дії тоталітарного режиму СРСР, спрямовані на організацію Голодомору, наслідком яких стало знищення мільйонів людей, руйнування соціальних основ Українського народу, його вікових традицій, духовної культури і етнічної самобутності; співчуваючи іншим народам колишнього СРСР, які зазнали жертв внаслідок Голодомору; високо цінуючи солідарність та підтримку міжнародної спільноти у засудженні Голодомору 1932–1933 років в Україні, що відображено в актах парламентів Австралії, Аргентинської Республіки, Республіки Грузія, Естонської Республіки, Італійської Республіки, Канади, Литовської Республіки, Республіки Польща, Сполучених Штатів Америки, Угорської Республіки, а також у розповсюдженій як офіційний документ 58-ї сесії Генеральної Асамблеї ООН Спільній заяві з нагоди 70-х роковин Голодомору – Великого голоду 1932–1933 років в Україні, яку підписали Аргентинська Республіка, Азербайджанська Республіка, Народна Республіка Бангладеш, Республіка Білорусь, Республіка Бенін, Республіка Боснія і Герцеговина, Республіка Гватемала, Республіка Грузія, Арабська Республіка Єгипет, Ісламська Республіка Іран, Республіка Казахстан, Канада, Держава Катар, Киргизька Республіка, Держава Кувейт, Республіка Македонія, Монголія, Республіка Науру, Королівство Непал, Об'єднані Арабські Емірати, Ісламська Республіка Пакистан, Республіка Перу, Південно-Африканська Республіка, Республіка Корея, Республіка Молдова, Російська Федерація, Королівство Саудівська Аравія, Сирійська Арабська Республіка, Сполучені Штати Америки, Республіка Судан, Республіка Таджикистан, Туркменістан, Демократична Республіка Тимор-Лешті, Республіка Узбекистан, Україна та Ямайка, а також підтримали Австралія, Держава Ізраїль, Республіка Сербія і Чорногорія та 25 держав – членів Європейського Союзу; виходячи з Рекомендацій парламентських слухань щодо вшанування пам'яті жертв Голодомору 1932–1933 років, схвалених Постановою Верховної Ради України від б березня 2003 року № 607–IV, та Звернення до Українського народу учасників спеціального засідання Верховної Ради України 14 травня 2003 року щодо вшанування пам'яті жертв Голодомору 1932–1933 років, схваленого Постановою Верховної Ради України від 15 травня 2003 року № 789–V, в якому Голодомор визнається актом геноциду Українського народу як наслідок зумисних дій тоталітарного репресивного сталінського режиму, спрямованих на масове знищення частини українського та інших народів колишнього СРСР; визнаючи Голодомор 1932–1933 років в Україні відповідно до Конвенції від 9 грудня 1948 року про запобігання злочину геноциду та покарання за нього як цілеспрямований акт масового знищення людей, приймає цей Закон. - Стаття 1. Голодомор 1932–1933 років в Україні є геноцидом Українського народу. - Стаття 2. Публічне заперечення Голодомору 1932–1933 років в Україні визнається наругою над пам'яттю мільйонів жертв Голодомору, приниженням гідності Українського народу і є протиправним. - Стаття 3. Органи державної влади та органи місцевого самоврядування відповідно до своїх повноважень зобов'язані: - брати участь у формуванні та реалізації державної політики у сфері відновлення та збереження національної пам'яті Українського народу; - сприяти консолідації та розвитку української нації, її історичної свідомості та культури, поширенню інформації про Голодомор 1932–1933 років в Україні серед громадян України та світової громадськості, забезпечувати вивчення трагедії Голодомору в навчальних закладах України; - вживати заходів щодо увічнення пам'яті жертв та постраждалих від Голодомору 1932–1933 років в Україні, в тому числі спорудження у населених пунктах меморіалів пам'яті та встановлення пам'ятних знаків жертвам Голодомору; - забезпечувати в установленому порядку доступ наукових та громадських установ і організацій, вчених, окремих громадян, які досліджують проблеми Голодомору 1932–1933 років в Україні та його наслідки, до архівних та інших матеріалів з питань, що стосуються Голодомору. - Стаття 4. Держава забезпечує умови для проведення досліджень та здійснення заходів з увічнення пам'яті жертв Голодомору 1932–1933 років в Україні на основі відповідної загальнодержавної програми, кошти на виконання якої щорічно передбачаються в Державному бюджеті України. - Стаття 5. Прикінцеві положення - 1. Цей Закон набирає чинності з дня його опублікування. - 2. Кабінету Міністрів України: - 1) визначити статус і функції Українського інституту національної пам'яті та забезпечити його утримання за рахунок коштів державного бюджету як спеціального уповноваженого центрального органу виконавчої влади у сфері відновлення та збереження національної пам'яті Українського народу; - 2) у тримісячний термін з дня набрання чинності цим Законом: - подати на розгляд Верховної Ради України пропозиції щодо приведення законодавчих актів України у відповідність із цим Законом; - привести свої нормативно-правові акти у відповідність із цим Законом; - забезпечити перегляд і скасування органами виконавчої влади прийнятих ними нормативно-правових актів, що не відповідають цьому Закону; - 3) вирішити в установленому порядку за участю Київської міської державної адміністрації питання щодо спорудження у м. Києві до 75-х роковин Голодомору 1932—1933 років в Україні Меморіалу пам'яті жертв голодоморів в Україні. Президент України Віктор Ющенко 28 листопада 2006 року |